# Белградский лицей

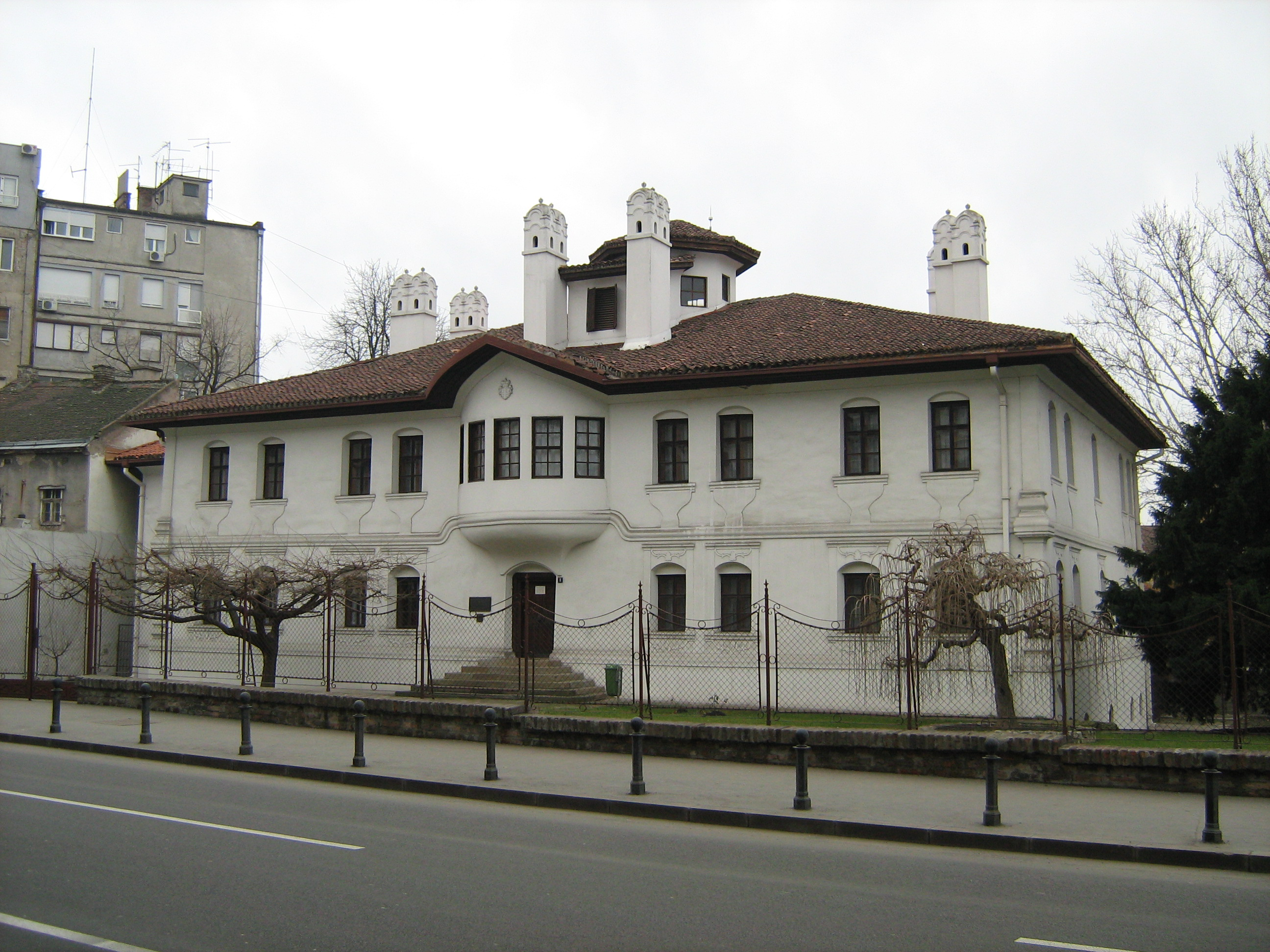
Дворец княгини Любицы, место расположения Белградского лицея в период 1844—1863 годов

Белградский лицей (серб. Београдски Лицеј) — лицей, действовавший в Княжестве Сербия, первое высшее учебное заведение с обучением на сербском языке. Основан в 1838 году князем Милошем Обреновичем в городе Крагуевац. Позже перенесён в Белград, где располагался во Дворце княгини Любицы вплоть до 1863 года, после чего был преобразован в Высшую школу.

## История
1 июля 1838 года князь Милош Обренович издал указ о создании в городе Крагуевац лицея со сроком обучения от четырёх до шести лет для молодых людей в возрасте 17—22 лет — изначально в учебную программу, разработанную Министерством образования, входили такие предметы как философия, история, математика, статистика, немецкий язык и рисование. В сентябре князь утвердил предложенный учебный план, и с 1 октября начались занятия. В качестве первых преподавателей выступили профессора Петар Радованович и Афанасий Торович, на должность ректора назначили Атанасие Николича, который составил для лицея собственные учебники. В первом наборе в лицей поступили 21 человек, в том числе 17 из них прошли обучение до конца. Во втором учебном году в программу были дополнительно включены физика, геометрия и французский язык. Затем в 1840 году в качестве обязательного предмета стали преподаваться основы православия.
В 1841 году в лицее помимо философского появился юридический факультет, учебное заведение переместили в Белград, где оно располагалось сначала в частном доме, а с 1844 года — во Дворце княгини Любицы. В 1845 году при содействии профессора Вука Маринковича в лицее собран комплект современных контрольно-измерительных приборов для занятий по физике. В 1853 году к философскому и юридическому факультетам добавили технический факультет. В этот период в лицее преподавали многие известные учёные и педагоги, среди них Константин Бранкович, Йован Стерия-Попович, Матия Бан, Джуро Даничич, Йосиф Панчич, Панта Сречкович, Любомир Ненадович, Матфей Ненадович и др.
Известно, что в течение 25 лет слушателями лицея были 1216 человек. Далеко не все из них смогли дойти до выпускных экзаменов, некоторые вынуждены были прекратить обучение из-за проблем со здоровьем, некоторых отчисляли по финансовым причинам. После выпуска особенно талантливые студенты удостаивались государственной стипендии, которая позволяла им продолжить обучение за рубежом. В период 1847—1851 годов в лицее действовала «Дружина сербской молодёжи», добровольное объединение студентов — эта инициатива была впоследствии запрещена Государственным советом за критику в адрес уставобранителей.
В 1863 году лицей переехал в новое здание, построенное при финансовой поддержке капитана Миши Анастасиевича, и был реорганизован в Высшую школу, которая в 1905 году стала основой Белградского университета.

## Преподаватели лицея

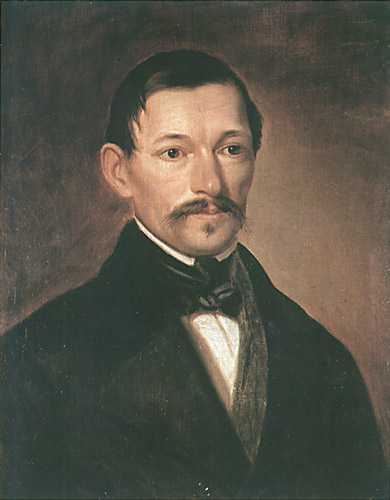
Йован Стерия-Попович
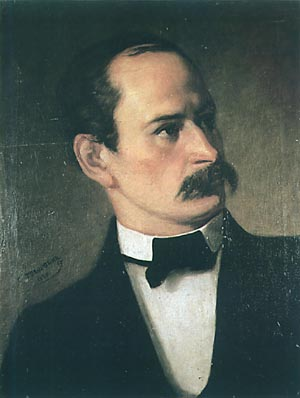
Джуро Даничич
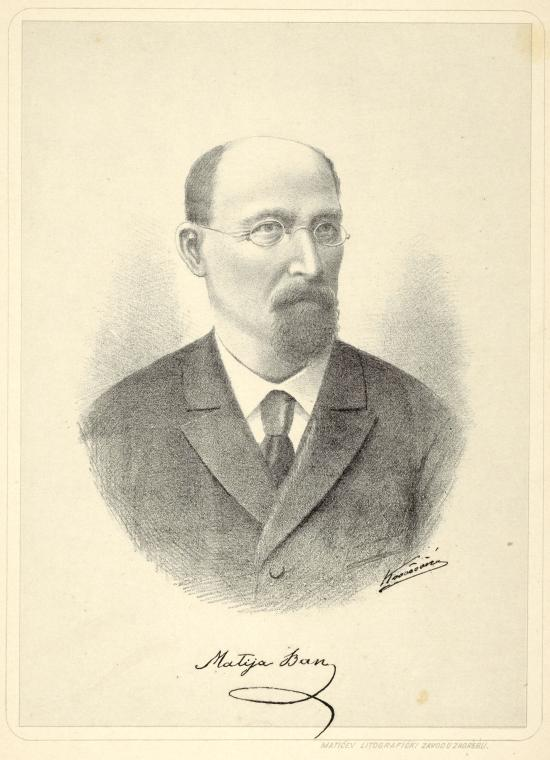
Матия Бан
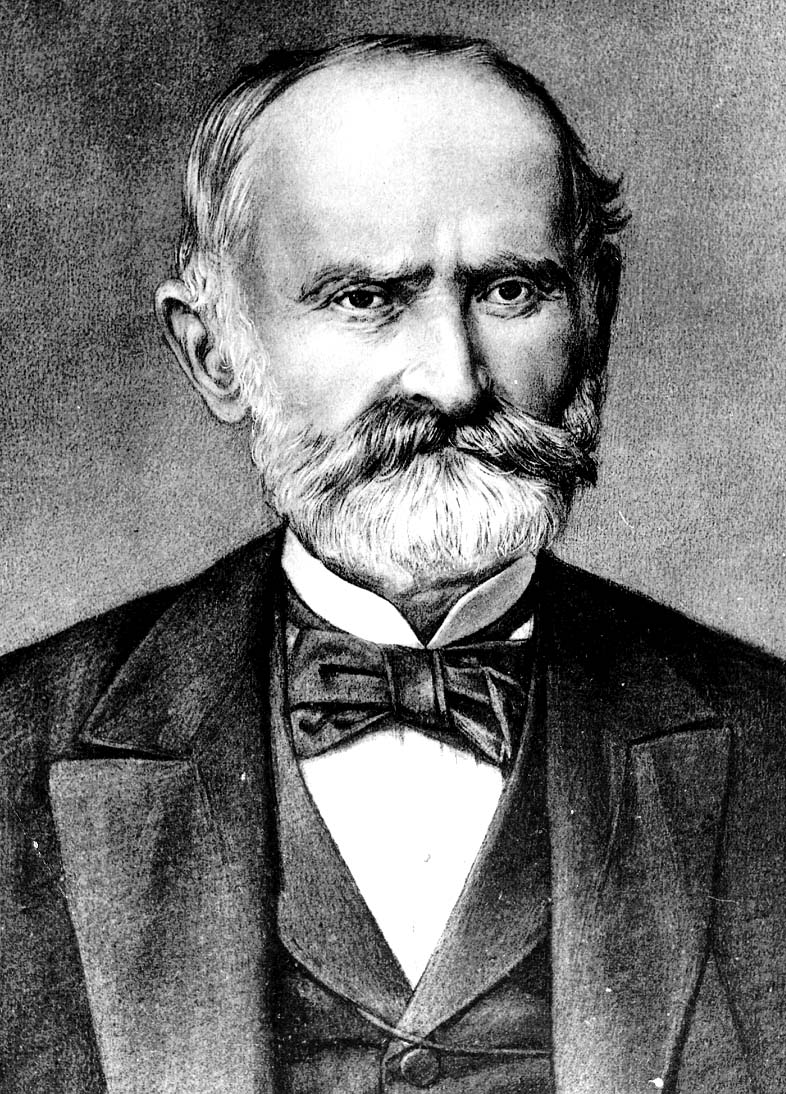
Йосиф Панчич
Панта Сречкович
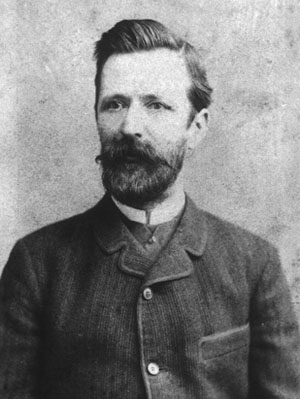
Димитрие Нешич
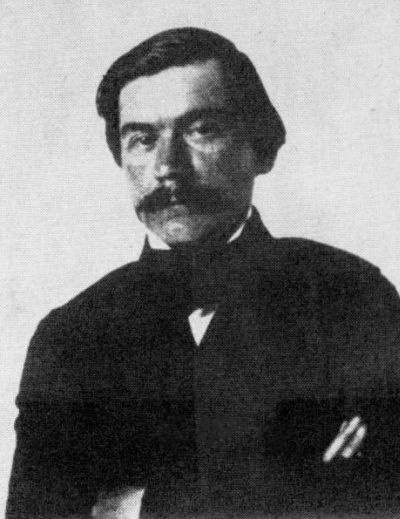
Любомир Ненадович
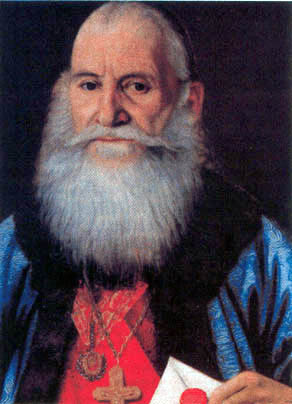
Матфей Ненадович
Владимир Якшич